# یوهان استیرشانتس
یوهان اِسْتیرْشانْتْس (۲۴ ژوئن ۱۶۷۰ – ۱۷ ژوئیه ۱۷۲۸) (به فنلاندی: Johan Stiernschantz) با نام اولیهٔ یوهان وسمان (به فنلاندی: Johan Wessman) یک ژنرال فنلاندی‌الاصل در سدهٔ هجدهم میلادی و در خدمت امپراتوری سوئد بود که اواخر عمر خود را به خدمت امپراتوری روسیه درآمد و در ایران صفوی درگذشت.

## در جنگ بزرگ شمالی
یوهان وسمن خدمت نظامی خود را از سال ۱۶۹۲ به صورت داوطلبانه در هنگ برکل آغاز کرد. او بعدها به خدمت در دوک‌نشین برابانت درآمد. وسمن در سال ۱۷۰۰ ستوان شده و در سال ۱۷۰۲ وارد هنگ گارد شد. او در سال ۱۷۰۴ یک سرگرد از هنگ ویبورگ بود. در سال ۱۷۰۵، لقب شوالیه دریافت کرد و نام خود را به استیرشانتس تغییر داد. در سال ۱۷۱۰ با درجهٔ سرهنگی، فرماندهٔ هنگ ساوونیا و حاکم قلعهٔ کورلا شد. استیرشانتس در همان سال و در جریان جنگ بزرگ شمالی، با حدود ۴۰۰–۳۰۰ نفر قوای خود، به مدت دو ماه در مقابل سرلشکر روسی رومن بروس ایستادگی کرد اما در نهایت و پس از دو هفته بمباران قلعه، در روز ۹ سپتامبر مجبور به تسلیم شد.

## در ایران
استیرشانتس در سال ۱۷۲۴ از ارتش امپراتوری سوئد استعفا داد و با درجهٔ سرتیپی وارد ارتش امپراتوری روسیه شد. او در جنگ با ایران حاضر بود و به سمت حاکم نظامی آستارا منصوب شد. وظایف استیرشانتس شامل جمع‌آوری مالیات، برگزاری محاکمات، برقراری نظم، مبارزه با دهقانان و دزدان فراری، و ایجاد پادگان بود. وصیت‌نامه و اسناد معدودی که از دفتر فرماندهی او در آرشیو دولتی جمهوری داغستان نگهداری می‌شود، منبع منحصربه‌فردی است که زندگی روزانهٔ سربازان و افسران، و ارتباط آن‌ها با مردم محلی را منعکس می‌کند.
واسیلی ولادیمیرویچ دولگوروکوف فرمانده کل قوای روسیه در قفقاز، به منظور تسلط بر حاکم‌نشین تالش و سرکوب شورش‌ها، یوهان استیرشانتس را با ۵۰۰ نفر در ژانویه ۱۷۲۷ به آستارا فرستاد و پس از او، خود با ۳۰۰ دراگون راهی آستارا شد. دولگوروکوف، ضمن دستور احداث یک قلعه در آستارا، ادارهٔ مناطق آستارا، کرگانرود و لنکران را به استیرشانتس سپرد. پس از تثبیت وضعیت در آستارا، استیرشانتس به سمت لنکران روانه شد. او، میرعزیزخان حاکم لنکران را که در موضع منفی در برابر سلطهٔ روسیه داشت، مطیع کرده و متعهد به پرداخت خراج سالانه نمود. استیرشانتس قلعه‌ای نیز در جیل لنکران احداث کرد.
در سال ۱۷۲۷، شرایط نامناسب جوی شمال ایران باعث مرگ ۱٬۸۰۴ نفر از کمپ روس‌ها در رود کُر شد و از میان ۲٬۶۳۶ نفر باقی‌مانده، ۱٬۴۹۶ نفر بیمار بودند. کمبود افسران فرمانده در میان نیروهای روسی مشهود بود. استیرشانتس نیز قادر به فرماندهی نبود چون هم مسن بود و هم زبان روسی نمی‌دانست اما هیچ‌کس برای جایگزینی با او وجود نداشت. استیرشانتس در ۱۵ ژوئیه ۱۷۲۸ نوشتن وصیت‌نامهٔ خود را به زبان آلمانی آغاز کرد. او به علت شدت گرفتن بیماری و تب بالا، قادر به صحبت نبود. روز ۱۷ ژوئیه نامه‌ای برای واسیلی یاکوولویچ لواشوف حاکم نظامی گیلان نوشت و از او خواست که پسرش را تحت سرپرستی گرفته و به سن پترزبورگ بفرستد. روز بعد، وصیت‌نامه را به پایان رساند و دستور داد که به زبان روسی ترجمه شود اما پیش از امضا کردن وصیت‌نامه درگذشت. او در وصیت‌نامهٔ خود، تلاش کرد که عملکردش بابت به‌دست آوردن ثروت در دوران اقامت در ایران را موجه جلوه کند.

## یادداشت
1. ↑  طبق بحث و اجماع در  ویکی‌پدیا:زبان و زبان‌شناسی § Johan Stiernschantz (پیوند پایدار است) (راهنما:پیوند پایدار)